# 2,5-二羟基肉桂酸
2,5-二羟基肉桂酸是一种有机化合物，分子式C9H8O4，属于羟基肉桂酸衍生物，与咖啡酸是同分异构体，能由邻香豆酸通过埃尔布斯过硫酸盐氧化反应生成。